# 伊爾加河
伊爾加河是俄羅斯的河流，屬於勒拿河的左支流，由伊爾庫茨克州負責管轄，河道全長320公里，流域面積約9,500平方公里，發源自中西伯利亞高原，河水主要來自融雪和雨水。